# Hockley
Hockley – wieś w Anglii, w hrabstwie Essex, w dystrykcie Rochford. Leży 19 km na południowy wschód od miasta Chelmsford i 54 km na wschód od Londynu. W 2001 miasto liczyło 8909 mieszkańców.